# Роментіно
Роментіно (італ. Romentino, п'єм. Armantin) — муніципалітет в Італії, у регіоні П'ємонт,  провінція Новара.
Роментіно розташоване на відстані близько 500 км на північний захід від Рима, 95 км на північний схід від Турина, 9 км на схід від Новари.
Населення — 5621 особа (2014).
Щорічний фестиваль відбувається 24 червня. Покровитель — святий Іван Хреститель.

## Демографія
Населення за роками:

Станом на 1 січня 2023 року в муніципалітеті офіційно проживали 562 іноземці з 40 країн, серед них 65 громадян країн Євросоюзу та 27 громадян України.

## Сусідні муніципалітети
- Бернате-Тічино
- Галліате
- Новара
- Трекате